# Aictis
Aictis — рід молей родини Yponomeutidae.

## Види
- Aictis erythrozona - Turner, 1926